# تلفريك عجلون
تلفريك عجلون، هو مشروع سياحي، بدأ تشغيله في مدينة عجلون يوم 16 يونيو\حزيران 2023، تديره شركة المجموعة الأردنية للمناطق الحرة والمناطق التنموية.
يمتد مسار التلفريك على مدى 2.5 كم من محطة الانطلاق في منطقة غابات اشتفينا، إلى محطة الوصول الواقعة بجانب قلعة الربض، وعدد عرباته في المرحلة الأولى 40 عربة سعة كلٍ منها 8 أشخاص. أما مدة الرحلة فهي 10 دقائق.

## المشروع
بدأ العمل في المشروع نهايةَ عامِ 2020 بعد إحالة عطاء التنفيذ على شركة "دوبلماير جارفينتا" النمساوية، وبلغت تكلفته قرابة 11 مليون دينار أردني. من المتوقعِ أن يزيدَ عددُ العرباتِ فيهِ لتصلَ إلى ستينَ عربةٍ خلالَ الفترةِ المقبلةِ.